# Roger Martens
Roger Martens (Membruggen, 25 juni 1922 - gedood tijdens zijn deportatie naar Tsjecho-Slowakije op 22 april 1945) was een Belgische gewapende verzetsstrijder. Hij was een luitenant in het geheime leger.

## Herdenking

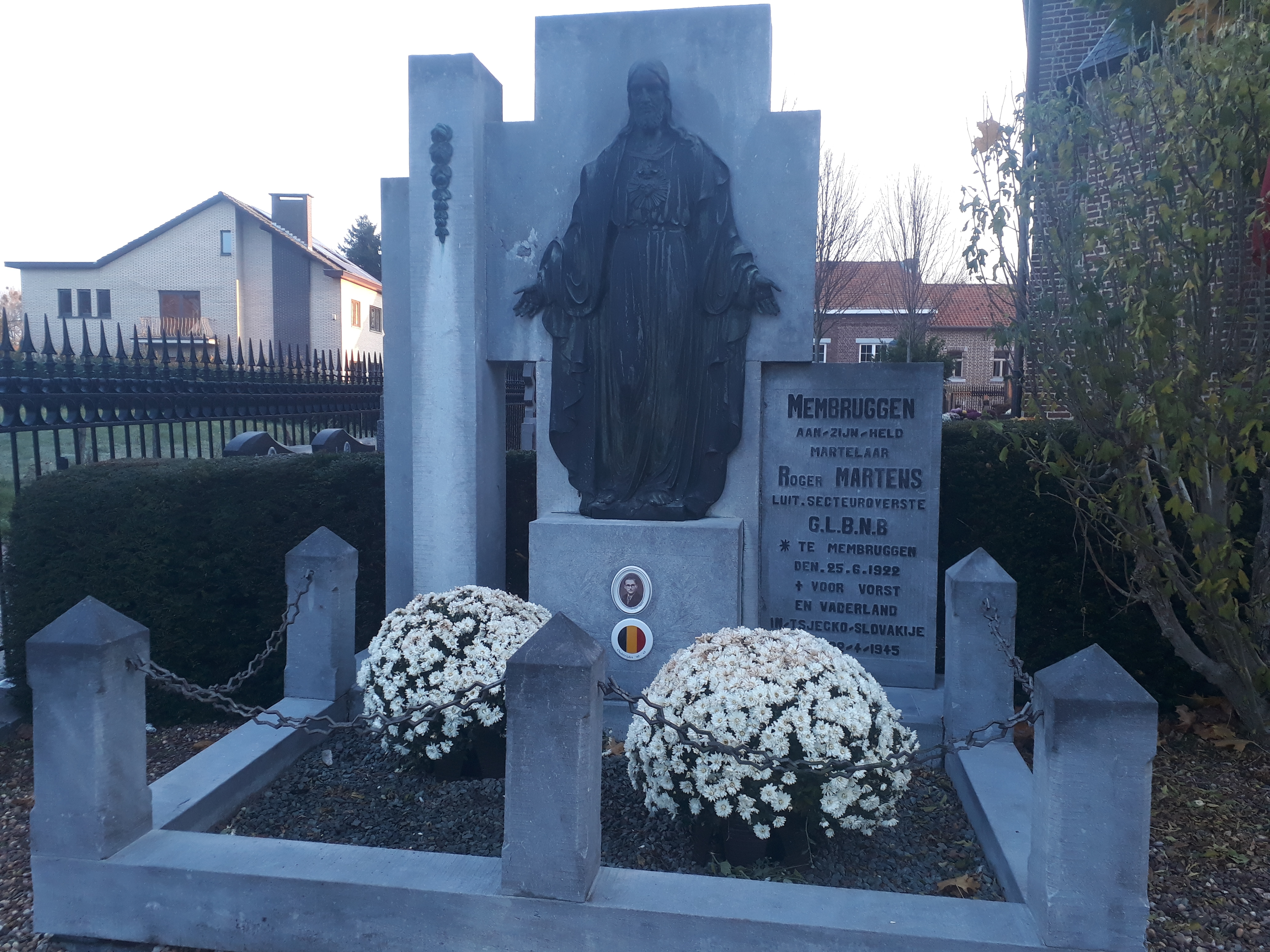
Inscriptie op het oorlogsmonument van Membruggen.

- Zijn naam is gegraveerd op het Oorlogsmonument van Membruggen.
- Een straat in Membruggen draagt zijn naam.
- Gedenkplaat in de kerk van Membruggen, geschonken door FC Membruggen, zijn voetbalclub.